# Saxo de la Cour
Saxo de la Cour (né le 5 mai 2006), est un cheval hongre Selle français de robe alezane, monté en saut d'obstacles par le cavalier français Cédric Angot, puis par le japonais Mike Kawai.

## Histoire
Saxo de la Cour naît le 5 mai 2006, à l'élevage de Jean-François Couetil, associé à Michel Couetil, autre éleveur de Moyon Villages dans la Manche, en Normandie,.
Il est castré à trois ans, en mai 2009. Il se classe « très bon » lors de la finale de la Grande semaine de Fontainebleau pour les chevaux d'obstacles de 6 ans.
Le cavalier normand Cédric Angot le récupère en 2013 ; il en est alors copropriétaire avec Benjamin Meyer, Sandrine Schuwer et le Haras de Reux. Le cheval subit une blessure en 2017, puis retrouve peu à peu le haut niveau. En octobre 2018, alors que Saxo, âgé de douze ans, a monté en puissance, Cédric Angot annonce sa vente au milliardaire ukrainien controversé Alexander Onyshchenko, ce qui fait beaucoup réagir sur les réseaux sociaux, notamment car Saxo était un cheval pilier de l'équipe de France de saut d'obstacles,,.
Le milliardaire le monte à quelques reprises, puis le confie à un autre cavalier ukrainien, René Tebbel. À partir d'août 2019, le hongre est monté par le cavalier japonais Mike Kawai. Il participe à l’ascension au plus haut niveau du jeune cavalier japonais.

## Description
Saxo de la Cour est un hongre de robe alezane, inscrit au stud-book du Selle français. Il mesure 1,70 m à l'âge de trois ans.

## Palmarès
Il atteint un indice de saut d'obstacles (ISO) de 168 en 2023.
- mai 2016 : prix Société hippique française du meilleur cheval français au Jumping international de La Baule[11] ;
- décembre 2022 : second d'une épreuve à 1,55 m au CSI5-W de Riyad, avec Mike Kawai[12].

## Origines
Ses origines sont entièrement françaises, puisqu'il porte le label Selle français originel. C'est un fils de l'étalon Selle français Dollar de la Pierre, sa mère Folie de la Cour étant une jument Selle français issue de l'étalon Jalisco B,.
Il présente 52 % d'origines génétiques Pur-sang selon le site web Hippomundo, 47 % selon le calcul de l'Institut français du cheval et de l'équitation.